# I Am the Dance Commander + I Command You to Dance: The Remix Album
Albums de Kesha
Cannibal
(2010) Warrior
(2012)
I Am the Dance Commander + I Command You to Dance: The Remix Album est le premier album de remix de la chanteuse américaine Kesha sorti le 18 mars 2011. L'album contient neuf remixes, incluant des collaborations avec André 3000 et 3OH!3, et une piste enregistrée en live, Fuck Him He's a DJ. L'album est composé de genres électronique et dance-pop.

## Développement
I Am the Dance Commander + I Command You to Dance: The Remix Album est le premier album de titres remixés de Kesha, sorti par RCA Records. Sa sortie a été annoncée le 23 février 2011, avec le nom de l'album, la liste des pistes, et la pochette,. La liste des pistes de l'album contient des chansons remixées et des pistes du premier album de Kesha, Animal et de son premier extended play (EP), Cannibal.
En janvier 2011, Kesha envoya sa nouvelle chanson Sleazy au rappeur André 3000, en espérant qu'il voudrait collaborer avec elle ; ils ont ensuite parlé au téléphone et André a accepté de figurer sur la chanson. Le remix de Animal par DJ Switch a été dévoilé sur Internet par Entertainment Weekly le 24 février 2011.

## Liste des pistes
| No  | Titre                                                         | Auteur                                                                              | Producteur(s) | Durée |
| --- | ------------------------------------------------------------- | ----------------------------------------------------------------------------------- | ------------- | ----- |
| 1.  | Blow (Cirkut Remix)                                           | Kesha Sebert, Lukasz Gottwald, Benjamin Levin, Klas Åhlund, Max Martin, Allan Grigg |               |       |
| 2.  | The Sleazy Remix (featuring André 3000)                       | K. Sebert, Gottwald, Levin, Shondrae Crawford, Åhlund                               |               | 3:48  |
| 3.  | Tik Tok (Untold Remix)                                        | K. Sebert, Gottwald, Levin                                                          |               |       |
| 4.  | Fuck Him He's a DJ                                            | Tom Neville, Olivia Nervo, Miriam Nervo                                             |               |       |
| 5.  | Animal (Switch Remix)                                         | K. Sebert, Gottwald, Greg Kurstin, Pebe Sebert                                      |               | 3:00  |
| 6.  | Your Love Is My Drug (Dave Audé Club Remix)                   | K. Sebert, P. Sebert, Joshua Coleman                                                |               | 7:28  |
| 7.  | We R Who We R (Fred Falke Club Remix)                         | K. Sebert, Gottwald, Levin, Coleman, Jacob Kasher Hindlin                           |               | 6:59  |
| 8.  | Take It Off (Billboard Remix)                                 | K. Sebert, Gottwald, Claude Kelly                                                   |               | 3:38  |
| 9.  | Tik Tok (Chuck Buckett's Veruca Salt Remix)                   | K. Sebert, Gottwald, Levin                                                          |               |       |
| 10. | Blah Blah Blah (featuring 3OH!3) (DJ Skeet Skeet Radio Remix) | K. Sebert, Levin, Neon Hitch, Sean Foreman                                          |               | 4:07  |

Liste des pistes du CD audio de I Am the Dance Commander + I Command You to Dance: The Remix Album.

## Historique des sorties
| Pays             | Date de sortie | Format(s)                  | Label            |
| ---------------- | -------------- | -------------------------- | ---------------- |
| Australie        | 18 mars 2011   | Téléchargement Digital     | Sony Music       |
| Allemagne        | 18 mars 2011   | Téléchargement Digital     | Sony Music       |
| Irlande          | 18 mars 2011   | Téléchargement Digital     | Sony Music       |
| Suède,           | 18 mars 2011   | CD, Téléchargement Digital | Sony Music       |
| Nouvelle-Zélande | 21 mars 2011   | Téléchargement Digital     | Sony Music       |
| Canada,          | 22 mars 2011   | CD, Téléchargement Digital | Sony Music       |
| États-Unis,      | 22 mars 2011   | CD, Téléchargement Digital | RCA              |
| Japon            | 23 mars 2011   | CD                         | Sony Music Japan |